# Ludwig von Türcke (General)
Ludwig von Türcke, seit 1867 Freiherr von Türcke (* 22. Dezember 1805 in Meiningen; † 1. November 1878 ebenda), war ein preußischer Generalmajor.

## Leben

### Herkunft
Ludwig war ein Sohn des Amalius von Türcke (1768–1846) und dessen Ehefrau Juliane, geborene Freiin von Wechmar (1776–1829). Sein Vater war sachsen-meiningischer Oberst, Kommandant von Meiningen, Schlosshauptmann und Oberkammerherr.

### Militärlaufbahn
Türcke trat am 22. Oktober 1822 als Kadett in das Herzoglich-Meiningische Bataillon ein und avancierte im Februar 1823 zum Sekondeleutnant. Vom 1. April 1825 war er auf drei Monate zur Erlernung des sächsischen Exerzierreglements nach Dresden kommandiert. 1842 erfolgte seine Ernennung zum Kammerherrn und bis Juli 1843 stieg Türcke zum Hauptmann und Kompaniechef auf. Als solcher nahm er 1849 am Feldzug gegen Dänemark teil. Mit der Erweiterung des Bataillons zum Regiment erhielt Türcke 1855 als Major das Kommando über das II. Bataillon und wurde in dieser Stellung am 15. Juli 1859 zum Oberstleutnant befördert. Anlässlich des Krieges gegen Preußen gehörte er 1866 der Besatzung der Festung Mainz an. Noch vor dem Friedensschluss beauftragte man ihn am 18. August 1866 mit der Führung seines Regiments und ernannte Türcke am 20. September 1866 unter gleichzeitiger Beförderung zum Oberst zum Regimentskommandeur.
Herzog Georg II. erhob Türcke am 10. April 1867 in den sachsen-meiningischen Freiherrnstand. Am 25. September 1867 wurde er als Oberst mit Patent vom 20. September 1866 in den Verband der Preußischen Armee übernommen und dem 1. Thüringischen Infanterie-Regiment Nr. 31 aggregiert. In Genehmigung seines Abschiedsgesuches wurde Türcke am 9. Juni 1868 mit dem Charakters als Generalmajor mit der gesetzlichen Pension zur Disposition gestellt.
Er wurde nach seinem Tod am 4. November 1878 auf dem Parkfriedhof Meiningen beigesetzt.

### Familie
Türcke hatte sich am 17. April 1834 in Rinteln mit Karoline von Hoffmann (1807–1885) verheiratet. Aus der Ehe gingen folgende Kinder hervor:
- Julie (* 1835) ⚭ Sigmund von Bosse, württembergischer Major a. D.
- Heinrich (1836–1876), preußischer Major ⚭ Elisabeth von Friedland (1843–1909)
- Eduard (1837–1912), preußischer Major a. D., Ritter des Johanniterordens ⚭ 1872 Sophie Schulze (* 1855)
- Paul (1838–1894), preußischer Oberstleutnant ⚭ 1864 Anna Kretschmer (* 1838)
- Emilie (1845–1935)